# El Güegüense
El Güegüense ([el weˈɣwen.se]), noto anche come Macho Ratón ([ˈma.tʃo raˈton]) è un dramma satirico, prima opera letteraria del Nicaragua post-colombiano. È considerata una delle espressioni più distintive dell'era coloniale dell'America Latina e il capolavoro folcloristico tipico del Nicaragua che combina musica, danza e teatro. Nel 2005 è stato iscritto dall'UNESCO nella lista rappresentativa del patrimonio culturale immateriale dell'umanità.

## Origine
L'opera teatrale è stata composta da un autore anonimo nel XVI secolo, il che la rende una delle più antiche opere teatrali e danzanti indigene dell'emisfero occidentale. È stato tramandato oralmente per molti secoli fino a quando non è stato finalmente trascritto e pubblicato in un libro nel 1942. Secondo la prima versione scritta la trama ha 314 righe ed è stata originariamente scritta sia in nahuatl che in spagnolo.

### Etimologia
Il nome del dramma deriva dal suo personaggio principale, El Güegüense, che deriva dalla parola Nahuatl huehue, che significa "vecchio" o "uomo saggio".

## Storia
El Güegüense rappresenta il folclore del Nicaragua, pertanto, l'UNESCO lo ha proclamato "Capolavoro del patrimonio orale e immateriale dell'umanità" nel 2005, rendendo il Nicaragua l'unico paese dell'America centrale e uno dei sei in America Latina ad avere due capolavori proclamati dall'UNESCO.

## Personaggi
Il dramma presenta 14 personaggi.
I tre meticci:
- Güegüense (e i suoi figli)
  - Don Forcico
  - Don Ambrosio

Le autorità spagnole:
- Governatore Tastunes
- Capitano Alguacil Mayor
- l'impiegato reale
- l'assistente reale;

Le donne:
- Doña Suche Malinche - (insieme a due signore che l'accompagnano)
- Macho-moto, Macho-viejo, Macho-mohino e Macho-guajaqueño (le quattro bestie da soma, chiamate "machos" )

## Lingua
La lingua è lo spagnolo con porzioni miste di Nicarao (Pipil), e questo è stato talvolta affermato come una lingua mista o creola. Tuttavia, non ci sono prove concrete per questo.

## Polemiche sociali
Poiché l'inganno per guadagno monetario è centrale nella trama di "El Güegüense", il dramma è spesso citato dagli editoriali dei giornali come una sorta di archetipo simbolico per politici corrotti percepiti o istituzioni pubbliche irresponsabili. Ritorni elettorali imprevedibili sono stati attribuiti anche all'eredità della figura mascherata di "El Güegüense" che si riflette in un elettorato abile nel mascherare il suo vero intento di voto, in particolare con la schiacciante e imprevista sconfitta del partito FSLN alle urne nel 1990. Mentre il ruolo di "El Güegüense" come la più alta espressione dell'arte folcloristica nicaraguense è sicuro, il tema palese dell'opera teatrale -ingresso nello stile di vita aristocratico con mezzi ingannevoli- è spesso tenuto a distanza nei discorsi politici come contrario alla visione corrente della crescita nazionale che avviene attraverso il duro lavoro, la diversificazione economica e le esportazioni manifatturiere.

## Nella cultura
C'era anche un monumento costruito al centro di una rotatoria a Managua, in suo onore.
El Güegüense viene eseguito durante la festa di San Sebastián a Diriamba (dipartimento di Carazo) dal 17 al 27 gennaio.